# Karl von Querfurth
Karl Christian Querfurth, ab 1813 Karl Christian Edler von Querfurth (* 17. Dezember 1779; † 2. August 1845 in Schönheiderhammer) war ein deutscher Unternehmer und Politiker. Er besaß die erzgebirgischen Hammerwerke in Schönheiderhammer und Wildenthal und war Abgeordneter im Sächsischen Landtag.

## Leben und Wirken

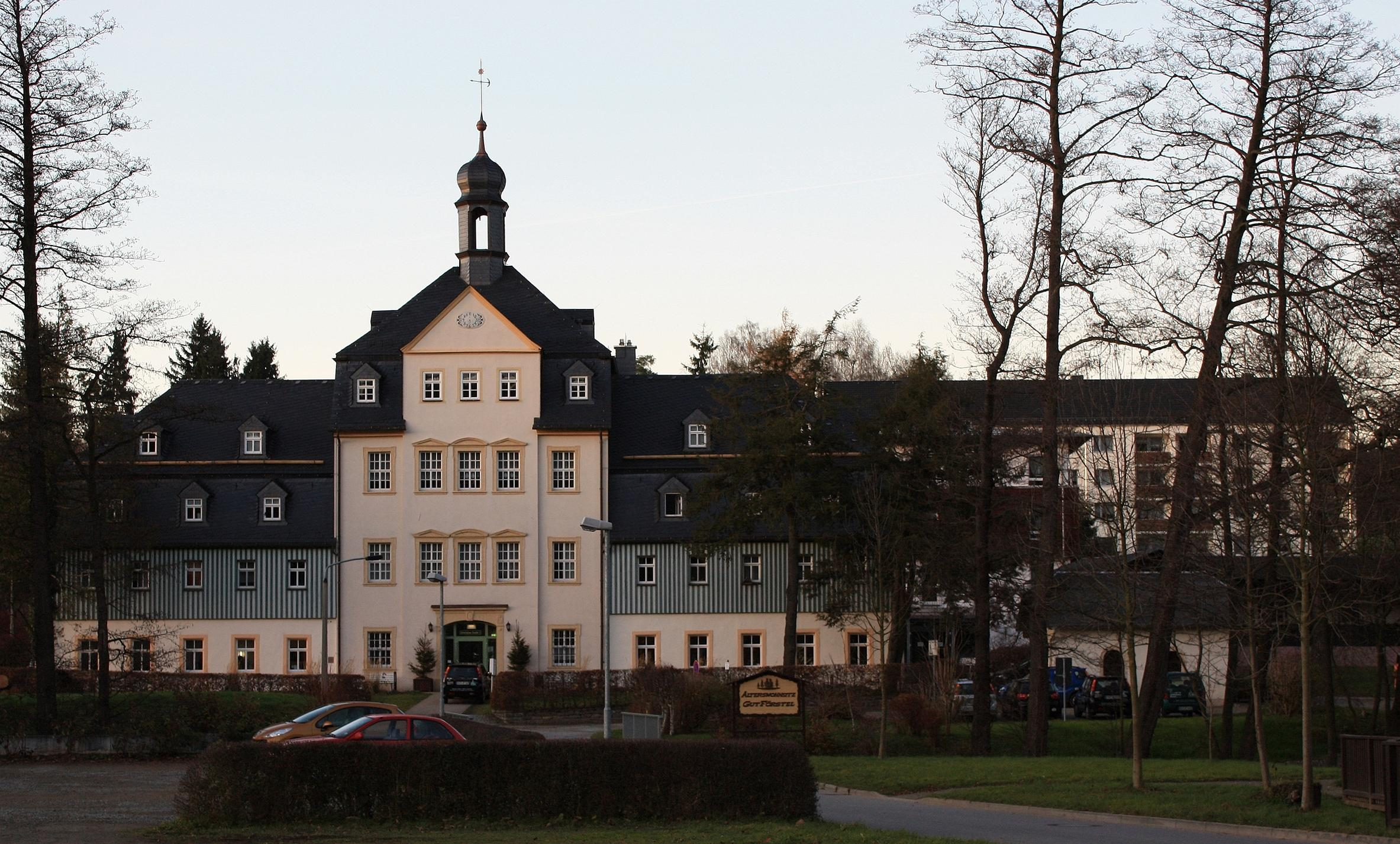
Herrenhaus auf Gut Förstel

Der Sohn des Annaberger Bürgermeisters Johann Heinrich Conrad Querfurth (1747–1817) absolvierte seinen Militärdienst in der königlich-sächsischen Armee und erreichte den Dienstgrad eines Rittmeisters. 1813 wurde er geadelt. 1817 übernahm er das Gut Förstel bei Langenberg von seinem Vater. 1820 kaufte er zusätzlich das Pöckelgut in Mittweida, das an die Flur von Förstel grenzte. 1825 ersteigerte er das Hammerwerk Schönheiderhammer, wohin er kurze Zeit später seinen Wohnsitz verlegte. 1836 kam er zusätzlich in den Besitz des Hammerwerks Wildenthal.
Als stellvertretender Abgeordneter des 17. bäuerlichen Wahlbezirks gehörte er 1833 bis 1840 der II. Kammer des Sächsischen Landtags an.
Im Nachruf des Jahrbuchs für den Berg- und Hüttenmann hieß es: Unter seiner thätigen Leitung wurde der Hohofen- und Hütten-Betrieb und die Anfertigung geschmackvoller Gußwaaren zu Schönheide verbessert und zu Wildenthal die Fabrication gepreßter Nägel eingeführt.
Er hatte vier Söhne und drei Töchter, von denen einige auf dem Schönheiderhammer von dem späteren Pfarrer und Landtagsabgeordneten Moritz Heinrich Rosenhauer als Hauslehrer unterrichtet wurden. Einer der Söhne war Curt Oswald Edler von Querfurth, der unter dem Pseudonym Curt Oswalt publizierte.